# Calopogon pallidus
Calopogon pallidus là một loài thực vật có hoa trong họ Lan. Loài này được Chapm. mô tả khoa học đầu tiên năm 1860.